# Felipe de Oliveira Barros
Felipe de Oliveira Barros (født 5. august 1994) er en brasiliansk fodboldspiller.